# .my
.my is de internettopleveldomeinlandcode van Maleisië. Het wordt beheerd door Malaysian Network Information Centre (MYNIC berthad).
.my is geregistreerd in 1987.
Het domein .my wordt vooral uitgegeven met subdomeinen:
- .com.my, voor commerciële organisaties en activiteiten.
- .net.my, voor netwerk infrastructuur providers.
- .org.my, voor organisaties en activiteiten die niet onder andere categorieën vallen.
- .gov.my, voor Maleisische overheidsorganisaties.
- .edu.my, voor Maleisische educatieve instellingen.
- .mil.my, voor Maleisische militaire organisaties.
- .name.my, voor Maleisische individuen.